# Bohdan Romanovics Suszt
Bohdan Romanovics Suszt (ukránul: Богдан Романович Шуст; Szudova Visnya, 1986. március 4. –) ukrán labdarúgó, kapus a Sahtar Donecknél. Tagja volt a 2006-os utánpótlás vb-n az ukrán keretnek, majd innen (Dmitro Csigrinszkijhez hasonlóan) bekerült a felnőttválogatott keretébe is. A Sahtar Doneckben csak tartalék, még csak 8 meccsen játszott.